# 于彦舒
于彥舒（1983年6月13日—），吉林長春人，中國大陸男漫畫家，以硬朗豪爽畫風見稱，被譽為中國漫畫“少年王”，代表作《黑白無雙》、《扳手少年》。

## 創作履歷
- 2000年，發表《天使學院》出道。
- 2001年，《拯救人類》獲全國漫畫新人獎金獎。
- 2004年，《底線任務》獲OACC金龍獎入圍。
- 2005年，《黑白無常》獲第二屆OACC金龍獎最佳故事漫畫銅獎[1]，該作品後連載於《漫友•動畫100》。
- 2006年，于法國出版全彩色個人作品單行本《STEP》。
- 2007年，《黑白無常》正式更名為《黑白無雙》，推出單行本。
- 2007年，《扳手少年》獲第4屆OACC金龍獎最佳故事漫畫少年組金獎。[2]
- 2008年，《扳手少年》于《漫友•少年Super》開始連載。
- 2010年，《扳手少年》重製版開始於《科幻畫報·漫畫SHOW》連載。
- 2012年3月，《10号露兰》於《天漫》开始連載。
  - 2013年7月，本作於《FORCE原力誌》開始連載繁體中文版。
  - 預定於《月刊Dragon Age》2013年10月號起連載日文版。

## 作品
- 《黑白無雙》（單行本出版11冊）
- 《扳手少年》（單行本出版8冊）
- 《10号露兰》（全2册）湖南美术出版社（出版）天闻角川（发行）
  - ISBN 978-7-5356-5671-1 2012年11月5日出版
  - ISBN 978-7-5356-6473-0 2013年9月5日出版

## 外部連結
- 于彥舒的強力茶座（页面存档备份，存于） - 于彥舒 BLOG
- 于彦舒的新浪微博